# George A. Waggaman
George A. Waggaman (Caroline megye, 1782 – New Orleans, 1843. március 31.) az Amerikai Egyesült Államok szenátora (Louisiana, 1831–1835).